# Nino Espinosa
Arnulfo "Nino" Acevedo Espinosa (1953 - 1987) fue un lanzador dominicano que jugó en las Grandes Ligas de Béisbol firmando como amateur con los Mets de Nueva York en septiembre de 1970 a la edad de 17 años.
Espinosa debutó en septiembre de 1974 con los Mets. En su carrera con los Mets acumuló un récord de 25-33. Después de la temporada 1978, fue  cambiado a los Filis de Filadelfia por Richie Hebner y  José Moreno. En su primera temporada en  Filadelfia tuvo un récord de 14-12, un promedio de carreras limpias de 3.65  y lanzó 212 entradas.
Se fue de 3-5 con un promedio de carreras limpias de 3.77 al tiempo que contribuyía con la victoria de los Filis en la Serie Mundial de 1980, pero no fue parte del roster de postemporada. Después de lanzar al año siguiente, fue puesto agente libre a mediados de la temporada 1981. Fue acogido por los Azulejos de Toronto, pero después de sólo una entrada como relevista donde permitió una carrera limpia y cuatro hits, los Azulejos lo dejaron también lo dejaron en libertad. Se retiró del béisbol después de un intento fallido con los Piratas de Pittsburgh en el spring training de 1983.

## Liga Dominicana
Espinosa jugó en la Liga Dominicana entre las décadas 70 y 80 para el equipo Águilas Cibaeñas donde acumuló un récord de 48-39, ERA 3.47,  en 139 juegos y salvando 122. Espinosa es el lanzador que ha logrado más victorias y entradas lanzadas con las Águilas.

## Muerte
Espinosa murió de un ataque cardíaco a los 34 años en la Nochebuena de 1987.